# إيفيت أندريور
إيفيت أندريور (بالفرنسية: Yvette Andréyor)‏ هي ممثلة فرنسية، ولدت في 6 أغسطس 1891 بالدائرة الرابعة عشرة في باريس في فرنسا، وتوفيت في 30 أكتوبر 1962 بباريس في فرنسا.

## وصلات خارجية
- إيفيت أندريور على موقع IMDb (الإنجليزية)
- إيفيت أندريور على موقع ألو سيني (الفرنسية)
- إيفيت أندريور على موقع أول موفي (الإنجليزية)
- إيفيت أندريور على موقع قاعدة بيانات الأفلام السويدية (السويدية)
- إيفيت أندريور على موقع قاعدة بيانات الفيلم (الإنجليزية)
- إيفيت أندريور على موقع كينوبويسك (الروسية)